# Puchar Świata w narciarstwie dowolnym 1989/1990
Puchar Świata w narciarstwie dowolnym 1989/1990 rozpoczął się 8 grudnia 1989 we francuskim Tignes, a zakończył 16 marca 1990 we francuskim La Clusaz. Była to 11 edycja Pucharu Świata w narciarstwie dowolnym. Puchar Świata rozegrany został w 4 krajach i 9 miastach na 3 kontynentach. Najwięcej zawodów odbyło się we Francji, po 12 dla mężczyzn i kobiet.
Obrońcą Pucharu Świata wśród mężczyzn był Kanadyjczyk Chris Simboli, a wśród kobiet Szwajcarka Conny Kissling. W tym sezonie triumfowali: Francuz Éric Laboureix wśród mężczyzn oraz ponownie Kissling, dla której był to już ósmy tytuł z rzędu.

## Konkurencje
- AE = skoki akrobatyczne
- MO = jazda po muldach
- BA = balet narciarski
- KB = kombinacja

## Mężczyźni

### Kalendarz i wyniki
| Lp  | Data             | Miejsce      | Konkurencja | Zwycięzca         | 2. miejsce         | 3. miejsce         |
| 1.  | 8 grudnia 1989   | Tignes       | BA          | Rune Kristiansen  | Heini Baumgartner  | Roberto Franco     |
| 2.  | 9 grudnia 1989   | Tignes       | AE          | Russ Magnanti     | Philippe LaRoche   | John Ross          |
| 3.  | 14 grudnia 1989  | La Plagne    | BA          | Roberto Franco    | Brak danych        | Heini Baumgartner  |
| 4.  | 15 grudnia 1989  | La Plagne    | MO          | Edgar Grospiron   | Olivier Allamand   | Jürg Biner         |
| 5.  | 16 grudnia 1989  | Tignes       | MO          | Bernard Brandt    | Olivier Allamand   | Nelson Carmichael  |
| 6.  | 16 grudnia 1989  | Tignes       | KB          | Éric Laboureix    | Trace Worthington  | Jeff Viola         |
| 7.  | 17 grudnia 1989  | La Plagne    | AE          | Jean-Marc Bacquin | Jean-Marc Rozon    | Russ Magnanti      |
| 8.  | 17 grudnia 1989  | La Plagne    | KB          | Éric Laboureix    | Olivier Allamand   | Jeff Viola         |
| 9.  | 5 stycznia 1990  | Mont Gabriel | BA          | Lane Spina        | Roberto Franco     | Brak danych        |
| 10. | 6 stycznia 1990  | Mont Gabriel | MO          | Edgar Grospiron   | Olivier Allamand   | Bernard Brandt     |
| 11. | 7 stycznia 1990  | Mont Gabriel | AE          | Philippe LaRoche  | Trace Worthington  | John Ross          |
| 12. | 7 stycznia 1990  | Mont Gabriel | KB          | Olivier Allamand  | Éric Laboureix     | Trace Worthington  |
| 13. | 12 stycznia 1990 | Lake Placid  | BA          | Armin Weiß        | Roberto Franco     | Brak danych        |
| 14. | 13 stycznia 1990 | Lake Placid  | MO          | Edgar Grospiron   | Olivier Allamand   | Chuck Martin       |
| 15. | 14 stycznia 1990 | Lake Placid  | AE          | Philippe LaRoche  | Jean-Marc Bacquin  | Kris Feddersen     |
| 16. | 14 stycznia 1990 | Lake Placid  | KB          | Éric Laboureix    | Olivier Allamand   | Siergiej Szuplecow |
| 17. | 19 stycznia 1990 | Breckenridge | BA          | Lane Spina        | Rune Kristiansen   | Brak danych        |
| 18. | 20 stycznia 1990 | Breckenridge | MO          | Nelson Carmichael | Edgar Grospiron    | Éric Berthon       |
| 19. | 21 stycznia 1990 | Breckenridge | AE          | Jean-Marc Rozon   | Philippe LaRoche   | Jean-Marc Bacquin  |
| 20. | 21 stycznia 1990 | Breckenridge | KB          | Éric Laboureix    | Olivier Allamand   | Jeff Viola         |
| 21. | 26 stycznia 1990 | Calgary      | BA          | Rune Kristiansen  | Roberto Franco     | Craig Young        |
| 22. | 27 stycznia 1990 | Calgary      | AE          | Russ Magnanti     | Jean-Marc Bacquin  | Kris Feddersen     |
| 23. | 28 stycznia 1990 | Calgary      | MO          | Éric Berthon      | Nelson Carmichael  | Edgar Grospiron    |
| 24. | 28 stycznia 1990 | Calgary      | KB          | Éric Laboureix    | Olivier Allamand   | Trace Worthington  |
| 25. | 9 lutego 1990    | Inawashiro   | BA          | Roberto Franco    | Rune Kristiansen   | Dave Walker        |
| 26. | 10 lutego 1990   | Inawashiro   | MO          | Edgar Grospiron   | Hans Engelsen Eide | Chuck Martin       |
| 27. | 11 lutego 1990   | Inawashiro   | AE          | Jean-Marc Bacquin | Michel Roth        | Didier Méda        |
| 28. | 16 lutego 1990   | Inawashiro   | KB          | Olivier Allamand  | Éric Laboureix     | Trace Worthington  |
| 29. | 17 lutego 1990   | Iizuna       | BA          | Armin Weiß        | Richard Peirce     | Roberto Franco     |
| 30. | 18 lutego 1990   | Iizuna       | MO          | Edgar Grospiron   | Olivier Allamand   | Éric Berthon       |
| 31. | 18 lutego 1990   | Iizuna       | AE          | Michel Roth       | Jean-Marc Bacquin  | Russ Magnanti      |
| 32. | 12 marca 1990    | Iizuna       | KB          | Éric Laboureix    | Olivier Allamand   | Jeff Viola         |
| 33. | 13 marca 1990    | La Clusaz    | BA          | Brak danych       | Roberto Franco     | Rune Kristiansen   |
| 34. | 14 marca 1990    | La Clusaz    | AE          | Trace Worthington | John Ross          | Kris Feddersen     |
| 35. | 16 marca 1990    | La Clusaz    | MO          | Éric Berthon      | John Smart         | Rick Emerson       |
| 36. | 16 marca 1990    | La Clusaz    | KB          | Trace Worthington | Jeff Viola         | Hugo Bonatti       |

### Klasyfikacje
| Lp. | Zawodnik          | Punkty |
| --- | ----------------- | ------ |
| 1.  | Éric Laboureix    | 58     |
| 2.  | Olivier Allamand  | 53     |
| 3.  | Trace Worthington | 47     |
| 4.  | Jeff Viola        | 39     |
| 5.  | Richard Peirce    | 34     |
| 6.  | Edgar Grospiron   | 25     |
| 7.  | Jean-Marc Bacquin | 24     |
| 7.  | Philippe LaRoche  | 24     |
| 7.  | Roberto Franco    | 24     |
| 7.  | Rune Kristiansen  | 24     |

| Lp. | Zawodnik          | Punkty |
| --- | ----------------- | ------ |
| 1.  | Jean-Marc Bacquin | 145    |
| 2.  | Philippe LaRoche  | 142    |
| 3.  | Russ Magnanti     | 138    |
| 4.  | John Ross         | 135    |
| 5.  | Kris Feddersen    | 129    |
| 6.  | Trace Worthington | 126    |
| 6.  | Didier Méda       | 126    |
| 8.  | Michel Roth       | 123    |
| 9.  | Jean-Marc Rozon   | 111    |
| 10. | Hugo Bonatti      | 108    |

| Lp. | Zawodnik           | Punkty |
| --- | ------------------ | ------ |
| 1.  | Edgar Grospiron    | 149    |
| 2.  | Olivier Allamand   | 142    |
| 3.  | Éric Berthon       | 136    |
| 4.  | Hans Engelsen Eide | 136    |
| 5.  | Bruno Bertrand     | 122    |
| 6.  | John Smart         | 120    |
| 7.  | Bernard Brandt     | 118    |
| 8.  | Éric Laboureix     | 114    |
| 9.  | Fabrice Ougier     | 107    |
| 10. | Chuck Martin       | 106    |

| Lp. | Zawodnik           | Punkty |
| --- | ------------------ | ------ |
| 1.  | Roberto Franco     | 146    |
| 2.  | Rune Kristiansen   | 143    |
| 3.  | Hermann Reitberger | 130    |
| 4.  | Armin Weiß         | 136    |
| 5.  | Heini Baumgartner  | 125    |
| 6.  | Dave Walker        | 124    |
| 7.  | Richard Peirce     | 122    |
| 8.  | Craig Young        | 116    |
| 9.  | Timo Heikkinen     | 109    |
| 10. | Éric Laboureix     | 107    |

| Lp. | Zawodnik           | Punkty |
| --- | ------------------ | ------ |
| 1.  | Éric Laboureix     | 90     |
| 2.  | Olivier Allamand   | 86     |
| 3.  | Trace Worthington  | 80     |
| 4.  | Jeff Viola         | 78     |
| 5.  | Rafael Herrero     | 68     |
| 6.  | Siergiej Szuplecow | 36     |
| 7.  | Hugo Bonatti       | 24     |
| 8.  | Sergey Brener      | 21     |

## Kobiety

### Kalendarz i wyniki
| Lp  | Data             | Miejsce      | Konkurencja | Zwyciężczyni      | 2. miejsce          | 3. miejsce           |
| 1.  | 8 grudnia 1989   | Tignes       | BA          | Jan Bucher        | Julia Snell         | Conny Kissling       |
| 2.  | 9 grudnia 1989   | Tignes       | AE          | Sonja Reichart    | Elfie Simchen       | Kirstie Marshall     |
| 3.  | 14 grudnia 1989  | La Plagne    | BA          | Conny Kissling    | Jan Bucher          | Monika Kamber        |
| 4.  | 15 grudnia 1989  | La Plagne    | MO          | Raphaëlle Monod   | LeeLee Morrison     | Donna Weinbrecht     |
| 5.  | 16 grudnia 1989  | Tignes       | MO          | Donna Weinbrecht  | Tatjana Mittermayer | Petra Moroder        |
| 6.  | 16 grudnia 1989  | Tignes       | KB          | Conny Kissling    | Jilly Curry         | Tarsha Ebbern        |
| 7.  | 17 grudnia 1989  | La Plagne    | AE          | Sonja Reichart    | Catherine Lombard   | Kirstie Marshall     |
| 8.  | 17 grudnia 1989  | La Plagne    | KB          | Conny Kissling    | Jilly Curry         | Tarsha Ebbern        |
| 9.  | 5 stycznia 1990  | Mont Gabriel | BA          | Conny Kissling    | Karen Hunter        | Ellen Breen          |
| 10. | 6 stycznia 1990  | Mont Gabriel | MO          | Donna Weinbrecht  | LeeLee Morrison     | Raphaëlle Monod      |
| 11. | 7 stycznia 1990  | Mont Gabriel | AE          | Sonja Reichart    | Conny Kissling      | Kirstie Marshall     |
| 12. | 7 stycznia 1990  | Mont Gabriel | KB          | Conny Kissling    | Jilly Curry         | Natalja Oriechowa    |
| 13. | 12 stycznia 1990 | Lake Placid  | BA          | Conny Kissling    | Karen Hunter        | Åsa Magnusson        |
| 14. | 13 stycznia 1990 | Lake Placid  | MO          | Donna Weinbrecht  | Rachel Schochet     | Birgit Stein-Keppler |
| 15. | 14 stycznia 1990 | Lake Placid  | AE          | Sonja Reichart    | Chizuko Kudo        | Elfie Simchen        |
| 16. | 14 stycznia 1990 | Lake Placid  | KB          | Conny Kissling    | Kristean Porter     | Natalja Oriechowa    |
| 17. | 19 stycznia 1990 | Breckenridge | BA          | Conny Kissling    | Karen Hunter        | Åsa Magnusson        |
| 18. | 20 stycznia 1990 | Breckenridge | MO          | Donna Weinbrecht  | Tatjana Mittermayer | Birgit Stein-Keppler |
| 19. | 21 stycznia 1990 | Breckenridge | AE          | Kirstie Marshall  | Sonja Reichart      | Elfie Simchen        |
| 20. | 21 stycznia 1990 | Breckenridge | KB          | Conny Kissling    | Jilly Curry         | Tamara Saint Germain |
| 21. | 26 stycznia 1990 | Calgary      | BA          | Ellen Breen       | Conny Kissling      | Monika Kamber        |
| 22. | 27 stycznia 1990 | Calgary      | AE          | Catherine Lombard | Sonja Reichart      | Kirstie Marshall     |
| 23. | 28 stycznia 1990 | Calgary      | MO          | Donna Weinbrecht  | Raphaëlle Monod     | Birgit Stein-Keppler |
| 24. | 28 stycznia 1990 | Calgary      | KB          | Conny Kissling    | Katherina Kubenk    | Brak danych          |
| 25. | 9 lutego 1990    | Inawashiro   | BA          | Conny Kissling    | Lucie Barma         | Monika Kamber        |
| 26. | 10 lutego 1990   | Inawashiro   | MO          | Donna Weinbrecht  | Tatjana Mittermayer | Petra Moroder        |
| 27. | 11 lutego 1990   | Inawashiro   | AE          | Conny Kissling    | Chizuko Kudo        | Catherine Lombard    |
| 28. | 16 lutego 1990   | Inawashiro   | KB          | Conny Kissling    | Katherina Kubenk    | Kristean Porter      |
| 29. | 17 lutego 1990   | Iizuna       | BA          | Conny Kissling    | Lucie Barma         | Ellen Breen          |
| 30. | 18 lutego 1990   | Iizuna       | MO          | Donna Weinbrecht  | LeeLee Morrison     | Tatjana Mittermayer  |
| 31. | 18 lutego 1990   | Iizuna       | AE          | Elfie Simchen     | Chizuko Kudo        | Catherine Lombard    |
| 32. | 12 marca 1990    | Iizuna       | KB          | Conny Kissling    | Kristean Porter     | Tarsha Ebbern        |
| 33. | 13 marca 1990    | La Clusaz    | BA          | Conny Kissling    | Monika Kamber       | Åsa Magnusson        |
| 34. | 14 marca 1990    | La Clusaz    | AE          | Sonja Reichart    | Sabine Horvath      | Catherine Lombard    |
| 35. | 16 marca 1990    | La Clusaz    | MO          | Donna Weinbrecht  | Tatjana Mittermayer | Raphaëlle Monod      |
| 36. | 16 marca 1990    | La Clusaz    | KB          | Jilly Curry       | Tarsha Ebbern       | Kristean Porter      |

### Klasyfikacje
| Lp. | Zawodniczka         | Punkty |
| --- | ------------------- | ------ |
| 1.  | Conny Kissling      | 35     |
| 2.  | Sonja Reichart      | 12     |
| 2.  | Donna Weinbrecht    | 12     |
| 4.  | Jilly Curry         | 11     |
| 5.  | Catherine Lombard   | 10     |
| 5.  | Kirstie Marshall    | 10     |
| 5.  | Elfie Simchen       | 10     |
| 5.  | Tatjana Mittermayer | 10     |
| 5.  | Monika Kamber       | 10     |
| 5.  | Åsa Magnusson       | 10     |
| 5.  | Ellen Breen         | 10     |
| 5.  | Raphaëlle Monod     | 10     |

| Lp. | Zawodniczka       | Punkty |
| --- | ----------------- | ------ |
| 1.  | Sonja Reichart    | 71     |
| 2.  | Catherine Lombard | 62     |
| 3.  | Kirstie Marshall  | 61     |
| 4.  | Elfie Simchen     | 57     |
| 4.  | Conny Kissling    | 57     |
| 6.  | Chizuko Kudo      | 50     |
| 7.  | Sabine Horvath    | 42     |
| 8.  | Colette Brand     | 37     |
| 9.  | Jodie Spiegel     | 34     |
| 10. | Hiroko Fujii      | 31     |

| Lp. | Zawodniczka          | Punkty |
| --- | -------------------- | ------ |
| 1.  | Donna Weinbrecht     | 72     |
| 2.  | Tatjana Mittermayer  | 63     |
| 3.  | Raphaëlle Monod      | 57     |
| 4.  | Birgit Stein-Keppler | 55     |
| 5.  | Petra Moroder        | 47     |
| 6.  | LeeLee Morrison      | 45     |
| 7.  | Rachel Schochet      | 44     |
| 8.  | Maggie Connor        | 37     |
| 9.  | Stine Lise Hattestad | 35     |
| 10. | Conny Kissling       | 32     |

| Lp. | Zawodniczka    | Punkty |
| --- | -------------- | ------ |
| 1.  | Conny Kissling | 72     |
| 2.  | Monika Kamber  | 59     |
| 3.  | Åsa Magnusson  | 57     |
| 3.  | Ellen Breen    | 57     |
| 5.  | Karen Hunter   | 45     |
| 6.  | Lucie Barma    | 44     |
| 7.  | Cathy Féchoz   | 43     |
| 8.  | Tanya Clarke   | 38     |
| 9.  | Jan Bucher     | 31     |
| 10. | Carla Tanner   | 29     |

| Lp. | Zawodniczka          | Punkty |
| --- | -------------------- | ------ |
| 1.  | Conny Kissling       | 48     |
| 2.  | Jilly Curry          | 40     |
| 3.  | Katherina Kubenk     | 33     |
| 4.  | Kristean Porter      | 26     |
| 4.  | Tarsha Ebbern        | 26     |
| 6.  | Tamara Saint Germain | 21     |
| ... | Brak danych          |        |
| 8.  | Véronique Granier    | 9      |
| 9.  | Sachiyo Kamimura     | 4      |
| 10. | Shannon Carey        | 3      |